# Boudicca
Boudicca (pronuncia /bouˈdikka/), o Bodicca, o ancora Boadicea (33 – 60/61), è stata una regina della tribù degli Iceni, una popolazione che viveva nell'Inghilterra orientale. Guidò la più grande rivolta anti-romana delle tribù dell'isola.
Il suo nome è stato tramandato in diversi modi a causa di corruttele presenti nei manoscritti medioevali delle opere tacitiane: dal XVII agli inizi del XIX secolo si registra, infatti, un'alternanza tra le forme Boadicea e Voadica. Basandosi sull'evoluzione del gallese e dell'irlandese, il linguista Kenneth Jackson ha concluso che il nome originale in brittonico antico dovrebbe essere stato Boudica (AFI: /bɒʊ'diː.ka:/). La parola deriva dalla radice celtica *boudā, che significa "vittoria".
Le fonti principali sulla vita della regina e sulla sua rivolta provengono dal De vita et moribus Iulii Agricolae di Tacito e dalla Storia Romana di Cassio Dione.

## Biografia
Secondo Tacito, Boudicca era parte di una famiglia nobile e all'età di circa sette anni sarebbe andata a vivere con una seconda famiglia, presso cui rimase fino ai 14 anni circa. Fu in questo periodo che apprese storia, tradizioni, religione e cultura delle tribù celtiche e imparò l'arte militare.

### Moglie del Re degli Iceni
Nel 43 gli Iceni, abitanti dell'Inghilterra orientale e alleati con Roma, si rivoltarono quando il legato Publio Ostorio Scapula ordinò il disarmo totale della tribù a causa di diverse ribellioni scoppiate sull'isola. Gli Iceni si coalizzarono con altre tribù vicine, tuttavia furono sconfitti e il re Antedio fu deposto e sostituito da un re filo-romano, Prasutago, anche se la tribù mantenne la propria indipendenza.
Attorno al 47 Boudicca tornò a casa e la sua famiglia la diede in moglie a Prasutago stesso, dal quale ebbe due figlie.
(Cassio Dione Cocceiano, Storia romana, 62, 2)
Secondo il testamento del re il regno doveva essere equamente diviso tra la moglie, le figlie e l'Imperatore Romano (all'epoca Nerone). Era pratica normale per Roma concedere l'indipendenza ai regni alleati solo finché erano vivi i re clienti che però dovevano lasciare in eredità a Roma i loro regni. La legge romana, inoltre, riconosceva validità solo all'eredità per linea maschile, così, quando Prasutago morì, i suoi tentativi di mantenere il proprio regno indipendente furono vanificati ed esso fu annesso dai Romani. Terre e proprietà furono confiscate ai nobili Iceni e Boudicca fu umiliata venendo esposta nuda in pubblico e frustata, mentre le giovani figlie furono stuprate.

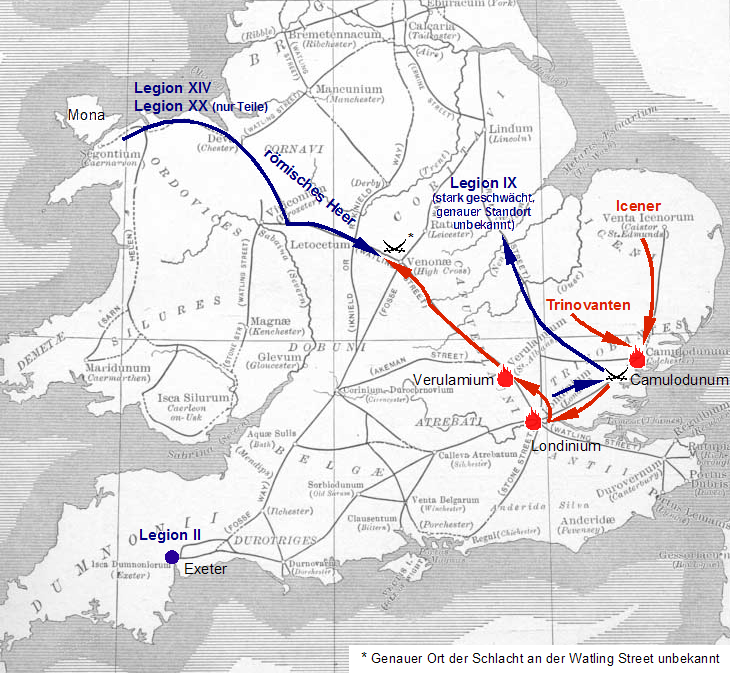
La campagna contro Boudicca, regina degli Iceni, nel 61.

### La ribellione
Nel 60 o 61, mentre il proconsole romano Gaio Svetonio Paolino stava conducendo una campagna contro i druidi dell'isola di Anglesey (nel Galles settentrionale), gli Iceni e i loro vicini, i Trinovanti, si ribellarono sotto la guida di Boudicca, furiosa per l'affronto subito e desiderosa di vendetta. Il primo obiettivo dei ribelli fu la colonia romana di Camulodunum (odierna Colchester), dove era presente molto risentimento verso i veterani Romani, che durante la loro permanenza avevano ripetutamente vessato la popolazione locale. Ci fu una scarsa resistenza da parte dei locali e gli ultimi difensori furono assediati nel tempio dedicato al divo Claudio, arrendendosi dopo due giorni. Il futuro governatore, Quinto Petilio Ceriale, al comando della Legio IX Hispana cercò di riconquistare la città, ma fu sconfitto. L'esercito ribelle incendiò e rase al suolo anche Londinium (l'odierna Londra), che non aveva sufficienti truppe per difendersi dai ribelli, e Verulamium (oggi St Albans), per un totale di morti che si stima tra le 70 000 e le 80 000 persone.
Anche secondo gli storici successivi la rivolta fu particolarmente pericolosa per i Romani:
(Eutropio, Breviarium ab Urbe condita, VII, 14)

### La morte
Mentre gli Iceni saccheggiavano Verulamium, Paolino riunì le truppe superstiti, ossia le legioni XIV Gemina e XX Valeria Victrix (la IX Hispana aveva subito ingenti perdite, mentre la II Augusta aveva ignorato gli ordini di Paolino), e si scontrò con Boudicca lungo la cosiddetta Watling Street (nella Britannia centro-meridionale). Nonostante i Romani fossero in inferiorità numerica, inflissero una dura sconfitta ai ribelli, decimandoli. Stando a Tacito, Boudicca si avvelenò pur di non cadere nelle mani dei Romani, anche se secondo Cassio Dione si ammalò e morì di stenti poco dopo. I ribelli continuarono ad opporre resistenza; tuttavia, privati della loro carismatica leader, furono presto sconfitti, e la Britannia tornò definitivamente sotto la dominazione romana.

## Nella cultura di massa

### Opere d'arte

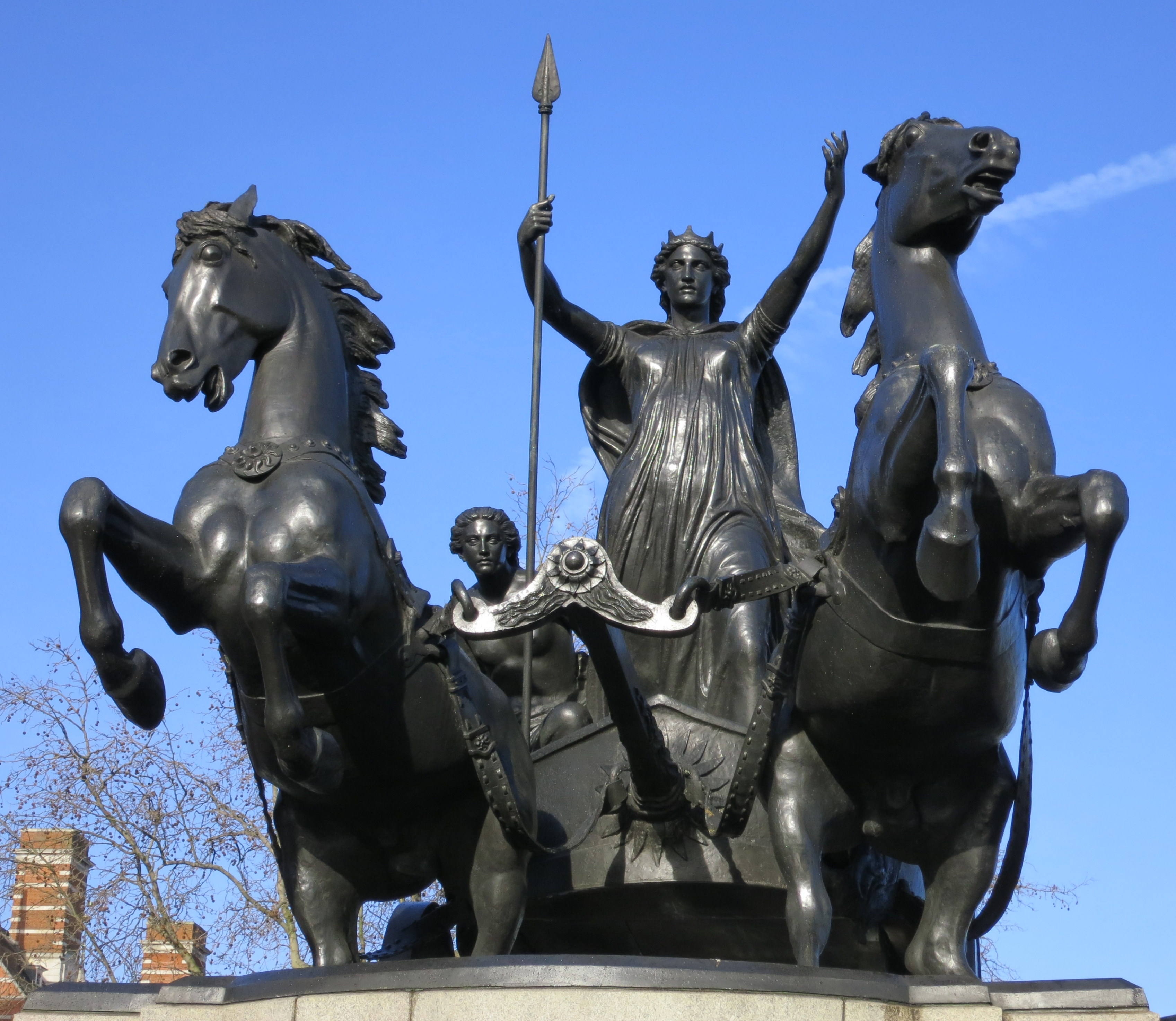
Boadicea e le sue figlie, statua di Thomas Thornycroft a Westminster

A Boudicca sono state dedicate diverse statue tra cui le più famose sono: Boadicea e le sue figlie, opera di Thomas Thornycroft  situata all'estremità occidentale del ponte di Westminster e un'altra statua, opera di J. Havard Thomas, esposta nel Municipio di Cardiff accanto agli eroi gallesi; quest'ultima rappresenta un unicum nel contesto in cui è collocata in quanto donna e in quanto non gallese (almeno secondo i confini attuali).

### Letteratura
Nel Medioevo la figura di Boudicca fu dimenticata, tant'è che non compare in nessuna fonte. 
Ricomparve poi nel XVI secolo, dopo la riscoperta delle opere di Tacito e di Cassio Dione Cocceiano da parte di Polidoro Virgili, anche se all'inizio si pensò che la "Voadicea" tacitiana e la "Bunduica" dionea fossero due donne diverse. A partire dal XVII secolo la sua storia ispirò diversi autori. 
La sua fama raggiunse l'apice nell'età vittoriana, quando divenne un'eroina e un importante simbolo culturale del Regno Unito: per esempio la scrittrice inglese Manda Scott ha scritto un ciclo di romanzi basati sulla sua figura.
Tra il 2003 e il 2007 viene pubblicata una tetralogia scritta da Manda Scott, composta da Sognando le aquile, Il sogno della regina, L'esilio della regina e La guerra della regina; in Italia è edita in primis dall'Editrice Nord, e poi dalla TEA.
Nel 2006 esce il romanzo La dea della guerra, quinto libro del Ciclo di Avalon di Marion Zimmer Bradley scritto in collaborazione con Diana Paxson. Cinque anni dopo, nel 2011, Massimiliano Colombo scrive Il vessillo di porpora.
Nel 2016, esce La furia di Roma, settimo romanzo della saga Il destino dell'imperatore dello svizzero Robert Fabbri; in questo capitolo, uno dei temi principali è la rivolta della regina celtica. Nel 2022, Budicca esordisce nella serie Eagles of the Empire di Simon Scarrow tramite il ventunesimo episodio Nel nome di Roma, apparendo poi anche nei due successivi, Rivolta per l'impero e La rivincita di Roma.

### Musica
Anche canzoni, film e serie televisive si sono ispirate alla sua figura. Ad esempio, la cantautrice Róisín Murphy le ha dedicato una canzone dal titolo Boadicea. Lo stesso ha fatto Enya, nell'album The Celts.
La donna guerriera è inoltre citata nella canzone The Good Old Days del gruppo inglese The Libertines, sotto il nome di Queen Boadicea. Boadicea, infine, è il titolo di una canzone della artista Petra Berger.

### Cinematografia
Nel 2003 Bill Anderson ha diretto il biopic ufficiale sulla vita della regina guerriera, col titolo Boudicca appunto: la protagonista è interpretata da Alex Kingston, al fianco di Emily Blunt e Steven Waddington.
Boudicca viene anche citata in una dichiarazione d'amore fatta da Jerome nella terza stagione di Anubis (serie televisiva).
La sua mummia appare nella serie TV Netflix del 2020 Cursed.
Nel 2023 è uscito il film Budica - La regina guerriera diretto da Jesse V. Johnson e interpretato da Olga Kurylenko.

### Videogiochi
Nel mondo dei videogiochi Boudicca appare come uno dei leader della civiltà celtica (insieme a Brenno in Civilization IV), e come leader singolo della medesima civiltà in Civilization V (nell'espansione Gods and Kings). Appare anche come uno dei personaggi presenti in Rise of Nations, in Imperivm: Le grandi battaglie di Roma, come uno dei boss di Ryse: Son of Rome e come un servant nel gacha Fate grand order.
Con il nome Boudica, è presente come leader nell'espansione del gioco da tavolo Through the Ages: La storia delle civiltà.
In Red Dead Redemption 2 è il nome del vecchio cavallo di Arthur Morgan.

### Fonti
- Tacito, De vita et moribus Iulii Agricolae e Annales.
- Cassio Dione Cocceiano, Historia romana.
- Eutropio, Breviarium ab Urbe condita, VII, 14.

### Studi
- (EN) Antonia Fraser, The Warrior Queens: Boadicea's Chariot, 1988.
- (EN) Vanessa Collingridge, Boudica, Ebury Press, 2005, ISBN 0-091-89820-X.
- (EN) Richard Hingley e Christina Unwin, Boudica: Iron age Warrior Queen, 2004.